# Марк Лолий Павлин Младши
Марк Лолий Павлин Младши (на латински: Marcus Lollius Paulinus) е римски политик и баща на императрица Лолия Павлина († 49), третата съпруга на император Калигула. Вероятно през 31 г. е суфетконсул.

## Произход
Произлиза от фамилията Лолии, която произлиза от племето самнити или сабини. Син е на Марк Лолий Павлин, който е консул през 21 пр.н.е. и възпитател и съветник на Гай Цезар.

## Фамилия
Павлин се жени за Волузия Сатурнина, сестра на сенатора и консула Луций Волузий Сатурнин и далечна роднина на император Тиберий. Баща е на две дъщери:
- Лолия Павлина
- Лолия Сатурнина, съпруга на Децим Валерий Азиатик (консул 35 и 46 г.); имат един син
  - Децим Валерий Азиатик, женен за Галерия Вителия, дъщерята на император Вителий; баща на
    - Децим Валерий Азиатик Сатурнин (суфектконсул 94 г., консул 125 г.).